# Нюрк
«Нюрк» (фр. Niourk) — науково-фантастичний роман французького письменника Стефана Вуля.

## Сюжет
Дія роману відбувається на Землі після ядерної війни. Практично всі моря і океани були висушені, залишилося лише кілька колись великих озер, та й то населених чудовиськами — мутантами-восьминогами. Решта простору являє собою суцільну пустелю.
У цьому світі залишилися люди — плем'я кочівників десь на території колишньої Мексиканської затоки. Вони полюють на диких собак. Вождь цієї купки народу, якого звати Тоз (Старий) усіх жінок і дітей тримає на становищі рабів. Один з чорношкірих хлопців, щоб не стати черговою жертвою Тоза, вбиває його під час сп'яніння, а потім, опанувавши давньою лазерною зброєю, веде плем'я до Нюрку (колишній Нью-Йорк або Сантьяго-де-Куба) в пошуках давніх богів, які згідно з легендами можуть перенести людей в мирне минуле.
Під час шляху гинуть усі кочівники від того, що з'їли частки радіоактивного восьминога. Проте чорношкірий хлопець вижив, дійшовши-таки до мети — величезного міста, населеного роботами і щурами-мутантами, але це були тільки руїни зі збереженими на стінах рекламними плакатами. Втім, герой оповідання пристосовується до тамтешнього життя, зустрівши ще кількох людей, що дивом вижили. Він приймає ім'я Альф. І він тепер уособлює нове покоління Землі, у якої з'явилася надія на те, що еволюція не перерветься. Альф знаходить венеріанський корабель, поступово опановує давні знання. Зрештою налагоджує мир з восьминогами, що стали досить розумними. Починається нове відродження людської цивілізації на Землі.

## Головні персонажі
- Чорна Дитина (L'Enfant noir), що буде називати себе ім'ям Альф (Alf) — головний герой історії, чорношкірий підліток одного з варварських племен
- Тоз (Thôz) — вождь племені чорної дитини
- Капт 4 (Capt 4) або Жакс (Jax) — капітан венеріанського корабля
- Док 1 (Doc 1) — лікар з венеріанського корабля
- Інг (Ing 3) або Бріг (Brig) — інженер з венеріанського корабля
- Баг (Bagh) — один з воїнів племені чорної дитини, заступник Тоза
- Старий (Le Vieux) — мудрець з племені чорної дитини
- Плем'я (La Tribu) — група, якою керує Старий та до якої належить чорна дитина